# 纽埃地理

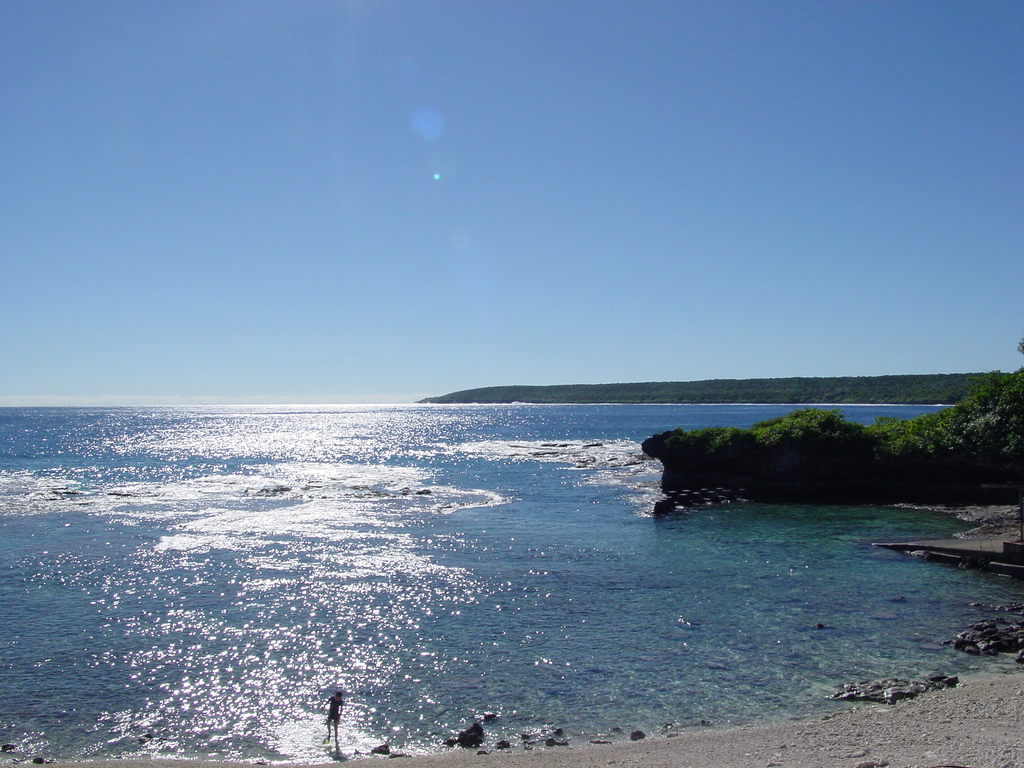
Avatele, Niue

纽埃位于南太平洋，全国由一个岛纽埃岛组成。纽埃岛面积260平方公里，海岸线64公里，纽埃宣称的专属经济区为200海里，领海为12海里。纽埃是世界上最大的珊瑚岛之一。

## 地形
該島沿海的地形由懸崖陡峭的石灰岩組成，在島的中央是高原。島的最高點沒有名稱，海拔高度68米。

## 气候
纽埃地处热带，受东南季风影响。台风是主要的自然灾害。

## 自然资源
主要的自然资源是鱼类与耕地。1993年土地使用情况如下：
| Use          | 面积百分比 |
| ------------ | ---------- |
| 可耕地       | 19         |
| 永久作物用地 | 8          |
| 永久牧地     | 4          |
| 林地         | 19         |
| 其他         | 50         |